# Alcithoe flemingi
Alcithoe flemingi är en snäckart som beskrevs av Dell 1978. Alcithoe flemingi ingår i släktet Alcithoe och familjen Volutidae. Inga underarter finns listade i Catalogue of Life.